# مقاطعة كارول (كنتاكي)
مقاطعة كارول (بالإنجليزية: Carroll County)‏ هي إحدى المقاطعات في ولاية كنتاكي في الولايات المتحدة الأمريكية.